# مامر
مامر (به لوکزامبورگی: Mamer) یک شهرداری در استان کاپلن کشور لوکزامبورگ است که ۲۷٫۵۴ کیلومترمربع مساحت دارد و جمعیت آن در سال ۲۰۰۹ میلادی ۶۷۸۶ نفر بوده‌است.